# Canal d'Istanbul
Le canal Istanbul ou canal d'Istanbul est un projet de canal présenté par le premier ministre puis président turc, Recep Tayyip Erdoğan, en avril 2011. Il consiste en la construction d'un nouveau canal entre la mer Noire et la mer de Marmara, avec comme objectif le désengorgement du Bosphore. Bien que les travaux n'aient pas encore commencé, leur annonce a déjà provoqué des projets immobiliers le long du tracé supposé du canal.

## Caractéristiques
Ce canal se situerait sur la rive européenne d'Istanbul. Dans la première présentation qui en est faite, il devait avoir une longueur de 50 km, pour une profondeur de 25 mètres et une largeur de 150 mètres. Il permettrait le passage quotidien de 160 navires de fort tonnage. Lors du lancement des travaux en 2021, on annonce un canal de 21 mètres de profondeur, 45 kilomètres de long et 275 mètres de large.
La version du projet présentée début 2015 prévoit des travaux à la baisse : seulement six ponts, et les villes nouvelles voient leur taille passer de 1,2 million d'habitants à 500 000. Dans sa dernière version, le projet prévoit une largeur de 400 mètres et la construction de 500 000 logements.
Le principal intérêt d'un tel canal est de diminuer le trafic maritime passant par le Bosphore et de minimiser les risques associés, principalement pour le transport de produits pétroliers. Environ 56 000 bateaux traversent le détroit chaque année, 10 000 d'entre eux étant des pétroliers, transportant un total de 145 millions de tonnes de pétrole brut.
L'augmentation du trafic international pourrait poser un risque pour la sécurité de la navigation par le passage, en plus de la pollution engendrée par le passage de ces bateaux.
Un autre intérêt est la construction, des projets urbanistiques devant permettre d'« accroître l'attractivité d'Istanbul comme métropole globale » selon Ahmet Arslan, ministre des Transports.

## Histoire

Propositions de canaux : un tracé plus à l'ouest n'a pas été retenu.

Plusieurs propositions de canaux ont été faites au cours de l'histoire.
Le premier projet remonte à Soliman le Magnifique, sultan ottoman de 1520 à 1566, qui demande à son architecte Mimar Sinan d'étudier l'éventualité d'un projet. Cependant, celui-ci est abandonné pour des raisons inconnues.
Le 6 mars 1591, pendant le règne de Mourad III, un ferman impérial (équivalent d'un décret) est publié et les travaux recommencent. Ils cessent ensuite pour des raisons inconnues.
En 1654 pendant le règne de Mehmed IV, l'idée est défendue, mais le Sultan ne lance pas les travaux.
En 1760, Moustafa III relance à deux reprises le projet, mais est contraint d'arrêter pour des raisons financières.
Pendant le règne de Mahmoud II, un comité est chargé d'étudier le projet, et publie un rapport en 1813. Cependant, rien de concret n'est réalisé.
Le projet Atlantropa des années 1950 voulait, lui, construire un barrage à travers le détroit des Dardanelles, mais est resté à l'état d'ébauche.
Le 17 janvier 1994, peu avant les élections locales, le chef du DSP Bülent Ecevit propose l'idée d'un canal reliant la mer Noire à la mer de Marmara,.
Malgré l'annonce par le gouvernement turc, le 22 janvier 2013, du début des travaux pour le mois de mai 2013, après appel d'offres lancé au printemps, les travaux ne sont toujours pas lancés en 2016. En avril, la première étape des travaux, qui incluent la construction de plusieurs ponts et autoroutes, commence,.
Des réserves foncières sont cependant constituées sur le tracé hypothétique du canal. Et les projets immobiliers sur son parcours sont déjà en construction.
Le 15 janvier 2018, le gouvernement de Recep Tayyip Erdoğan dévoile le projet et son trajet passant par le lac de Küçükçekmece.
En septembre 2018, Erdogan annonce l'abandon du projet à la suite des difficultés économiques de la Turquie.
Le 23 décembre 2019, le président Erdogan annonce les premiers travaux pour le canal.
Le 26 juin 2021, le président Erdoğan ouvre les travaux en posant symboliquement la première pierre d'un pont faisant partie du projet.

## Critiques
Le nouveau canal pourrait être payant et menacer la convention de Montreux, qui permet le libre passage maritime par le Bosphore et les Dardanelles. Le premier ministre Binali Yildirim déclare le 16 janvier 2018 aux journalistes que « le Canal Istanbul est un canal artificiel qui n'a aucun rapport avec cette Convention ». La Russie est opposée à la remise en cause de la convention de Montreux, notamment depuis la crise de Crimée qui rend l'accès à la mer Noire stratégique.
Selon la chambre des ingénieurs en géologie, ce canal pourrait appauvrir en oxygène la mer de Marmara, ce qui aurait des conséquences écologiques négatives.
Le maire d'Istanbul, Ekrem İmamoğlu, et son parti le CHP sont violemment opposés au projet à cause de possibles dégâts environnementaux et de l'accroissement du risque de séisme. Il dénonce également la cession de terrains bordant le futur canal à des entreprises immobilières et de construction liées aux soutiens du président Erdoğan.
En avril 2021, plusieurs amiraux turcs en retraite sont arrêtés ou assignés à résidence pour avoir critiqué le projet et sa compatibilité avec la convention de Montreux.
Selon une étude de 2019, le coût de construction du canal serait de 75 milliards de livres, dont le financement n'est pas clairement assuré. Cela risque d'endetter la Turquie.